# Saint-Vincent-en-Bresse
Saint-Vincent-en-Bresse is een gemeente in het Franse departement Saône-et-Loire (regio Bourgogne-Franche-Comté) en telt 446 inwoners (2004). De plaats maakt deel uit van het arrondissement Louhans.

## Geografie
De oppervlakte van Saint-Vincent-en-Bresse bedraagt 15,6 km², de bevolkingsdichtheid is 28,6 inwoners per km².
De onderstaande kaart toont de ligging van Saint-Vincent-en-Bresse met de belangrijkste infrastructuur en aangrenzende gemeenten.

## Demografie
Onderstaande figuur toont het verloop van het inwonertal (bron: INSEE-tellingen).